# Мышиные тимелии
Мышиные тимелии (лат. Trichastoma) — род воробьиных птиц из семейства земляных тимелий (Pellorneidae).

## Классификация
На февраль 2018 года в род включают 3 вида:
- Trichastoma bicolor (R. Lesson, 1839) — Двуцветная мышиная тимелия
- Trichastoma celebense Strickland, 1850 — Белогорлая мышиная тимелия
- Trichastoma rostratum Blyth, 1842 — Мангровая мышиная тимелия

Раньше в род включали больше видов, но по результатам молекулярно-генетических исследований их перенесли (Pellorneum) или выделили (Illadopsis, Malacocincla) в другие рода семейства земляных тимелий и семейства  Modulatricidae (Kakamega).